# Gianduja

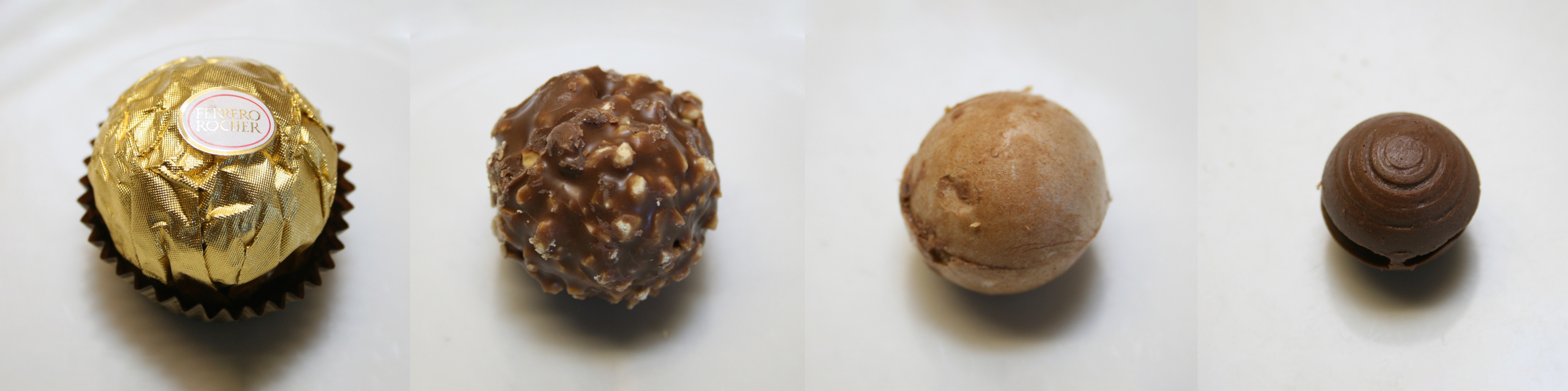
Gianduia (à droite) dans un rocher.

La ou le gianduja, parfois orthographié gianduia (prononcé /dʒanˈduːja/ (djann-dou-ya)), est une pâte de chocolat et de noisettes finement broyées à laquelle peuvent être ajoutés d'autres fruits à coque (amandes ou plus rarement des noix) également broyés, ainsi que du sucre glace et de la matière grasse (beurre de cacao, beurre pâtissier ou crème fraîche). Une gianduia réussie se caractérise par son onctuosité.

## Appellation
Selon une hypothèse, ce vocable tirerait son origine d'un  personnage de la commedia dell'arte créé par le marionnettiste Giovanni Battista Sales, personnage ayant évolué en masque de carnaval au Piémont. En 1789, à Callianetto (village proche d'Asti), Sales avait fait la connaissance d'un personnage haut en couleur et fécond en reparties, surnommé « Gioan d'la douja » (Jean de la chope), ou « Gianduja ». Ce personnage et son pseudonyme allaient lui inspirer une marionnette qui allait peu à peu devenir l'un des symboles de Turin. Ce symbole piémontais a fini par donner son nom au chocolat dit gianduiotto (chocolat fourré à la gianduia), connu auparavant sous diverses appellations.

## Histoire
La recette de la gianduia vient d'Italie, la région du Piémont revendique l'invention en raison de sa production de noisettes.
Les pâtissiers de Turin auraient pris l'habitude d'ajouter des noisettes au chocolat pendant le blocus continental ordonné par Napoléon contre les produits d'importation anglaise, qui rendait l'approvisionnement en cacao encore plus difficile et coûteux.

## Usage
Comme le praliné ou la pâte d'amande, la gianduia est un fourrage fréquemment utilisé dans les bonbons au chocolat. Elle est également utilisée comme parfum dans les glaces italiennes. Elle sert aussi à décorer des pâtisseries, et peut se manger en tant que pâte à tartiner.
La Nutella et d'autres pâtes à tartiner sont des dérivés de la gianduia, bien qu'elles comportent une proportion de noisettes (et de cacao) moins importante que dans la recette  traditionnelle, et plus d'huile végétale pour pallier la proportion moindre de noisettes et de beurre de cacao.

## Comparaison avec le praliné
Comme le praliné, la gianduia est à base de noisettes mais, pour la gianduia, on utilise des noisettes du Piémont, très parfumées, torréfiées, et du sucre, mais le sucre n'est pas caramélisé, la pâte obtenue est broyée beaucoup plus finement, la quantité de matières grasses est plus importante (soit par l'ajout de beurre de cacao, de crème, de beurre ou d'huile), et enfin la gianduia contient du chocolat en plus grande proportion.